# 小天堂 (特拉華州)
小天堂（英語：Little Heaven）是位於美國特拉華州肯特縣的一個非建制地區。

## 地理
小天堂的座標為39°02′30″N 75°27′24″W / 39.0417°N 75.4567°W，而該地的平均海拔高度為8米（即26英尺）。